# Роб Муффельс
Роб Муффельс (нім. Rob Muffels, 8 грудня 1994) — німецький плавець.
Чемпіон світу з водних видів спорту 2019 року.
Призер Чемпіонату Європи з водних видів спорту 2018, 2020 років.